# Parafia św. Jana Teologa w Meudon
Parafia św. Jana Teologa – parafia prawosławna w Meudon. Była jedną z 15 parafii tworzących dekanat Île de France w Zachodnioeuropejskim Egzarchacie Parafii Rosyjskich. Po likwidacji egzarchatu (2018) pozostała w jurysdykcji Patriarchatu Konstantynopolitańskiego i weszła w skład Greckiej Metropolii Francji.
Językiem liturgicznym parafii jest francuski, obowiązuje kalendarz nowojuliański.

## Historia
Parafia w Meudon powstała jako jedna z francuskojęzycznych parafii prawosławnych organizowanych przez Zachodnioeuropejski Egzarchat Parafii Rosyjskich, w 1984. Inicjatorami jej erygowania byli prawosławni potomkowie rosyjskich emigrantów, którzy nie posługiwali się już językiem rosyjskim. Przez pierwsze 20 lat świątynią parafii był wynajmowany od parafii katolickiej kościół św. Stefana w Issy-les-Moulineaux. W 2003, po wypowiedzeniu umowy najmu, wspólnota przeniosła się do wynajętej kaplicy w Meudon.